# Salone dell'automobile di Pechino
Il Salone dell'automobile di Pechino (in inglese Beijing International Automotive Exhibition o Auto China) è un salone dell'automobile che si svolge ogni due anni tra aprile e maggio nella capitale cinese. Si alterna con il salone dell'automobile di Shanghai.

## Storia
È stato organizzato per la prima volta nel 1990, e con il passare degli anni è diventato uno dei tre saloni dell'automobile più importanti del mondo, con Francoforte e Detroit. Infatti, tra la fine del XX secolo e l'inizio del XXI, la Cina è diventata il maggiore mercato automobilistico in espansione del globo.